# Grantiopsis
Grantiopsis é um gênero de esponja marinha da família Lelapiidae.

## Espécies
- Grantiopsis heroni Wörheide & Hooper, 2003
- Grantiopsis vosmaeri (Dendy, 1893)